# دهستان چشمه سار
دهستان چشمه سار نام دهستانی در بخش مرکزی شهرستان خوانسار، استان اصفهان در ایران است. براساس سرشماری مرکز آمار ایران در سال ۱۳۸۵، جمعیت آن ۳۸۳۲ نفر (۱۱۳۷ خانوار) بوده‌است.